# Parroquia Guadalupe (Zamora Chinchipe)

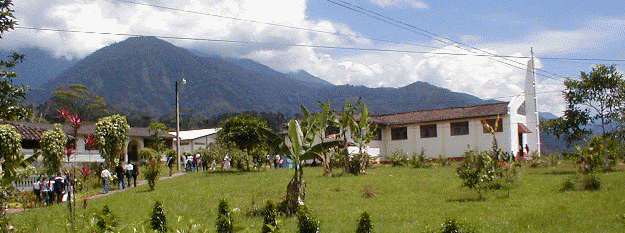
Iglesia en la parroquia Guadalupe.

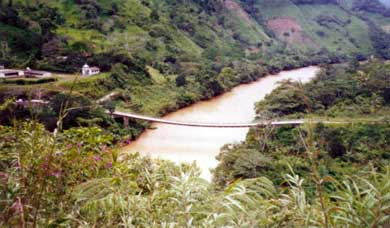
Puente colgante de La Saquea.

Nombre completo: Nuestra Señora de Guadalupe.
La Parroquia Guadalupe, es una parroquia rural en el cantón Zamora, provincia de Zamora Chinchipe en Ecuador. Conocida por su Clínica Misional de atención para la comunidad con asistencia extranjera. Guadalupe se destacado en estos últimos años por su capacidad de auto desarrollo y además por hacer oír su voz con su propia página web.
Guadalupe ha tenido que pasar por un proceso de transformación en los diferentes aspectos, es así que al inicio era un sueño inimaginable la existencia de lo que hoy es Guadalupe, pero en el año de 1921, se abre una puerta de esperanza para el Oriente Ecuatoriano, con la llegada de los misioneros religiosos: Josefinos, Dominicos y Franciscanos, quienes con los albores de la civilización de la época, se adentran en lo más recóndito de la Selva Amazónica Ecuatoriana.
A partir de la llegada de las misiones en la tercera década del siglo anterior, el Padre Antonio Isasi, Franciscano Español, llega como administrador apostólico de Zamora, consagrando su vocación y juventud a las tierras de Kantzama Bajo, que en ese entonces contaba con población únicamente shuar.
Esta dedicación Franciscana hacia el pueblo shuar permite que los mismos pobladores liderados por el Cacique Shuar Shakay, soliciten en el lugar que tiene por nombre Cantzama, se funde la primera residencia misional el 14 de septiembre de 1923 por disposición del Padre Fernando Jaramillo y el Hno. Nicolás Pazmiño; pues el lugar escogido era propicio para la labor misional, por lo hermoso de las chozas shuar. Pero la falta de una vía de acceso, ocasionaba que el transporte se la realizara por las aguas del río Yacuambi, el mismo que por su caudal era muy peligroso, llegando a hacerse un camino de herradura por el margen izquierdo del río a través de mingas que duró dos años en culminarse, esto por iniciativa del padre administrador.
Con la instauración del gobierno del general Eloy Alfaro, se produce el retiro de las misiones religiosas de estas comunidades por el lapso de doce años, quedando los habitantes abandonados En el año 1950 por la noticia de la construcción de la carretera Loja – Zamora, unos venidos por la sequía y otros por la codicia del metal oro, el mismo que existía en grandes cantidades en el río Yacuambi. Uno de los primeros colonizadores que llegó a Guadalupe fue Ramón Paz, quien compró una finca a los nativos Manuel Kuji y el Mono Yucuma, la misma que comprendía todo lo que en la actualidad ocupa la cabecera parroquial.
Cuando ya estuvo establecida la misión franciscana se dieron cambios de misioneros, sustituyendo el Padre Patricio Duque, quien compró una parte a Ramón Paz para que se asiente el pueblo de Guadalupe, luego el Padre Duque contrató a Ángel Vélez para que realice el trazado de calles, construyéndose algunas casas, la primera que se vendió fue a 1500 sucres.
El 2 de febrero de 1951, se reabre la residencia misional de Cantzama por orden del Mons. Manuel Moncayo, quién envía a estas tierras a el Padre Juan José Díaz Olivo, siendo éste el primer párroco y a el Hno. Hilario Narváez.
En la administración del Padre Juan José Díaz Olivo el sitio denominado Cantzama toma el nombre de Misión Nuestra Señora de Guadalupe, en vista que la imagen de la virgen fue traída desde México por el Mons. Manuel Moncayo, quien lo bautizó con el nombre de Guadalupe; con los mencionados misioneros se construye su residencia y una escuela de internados solo para niños shuaras.
Con el tiempo los colonos siguieron llegando por las vías Loja- Zamora y la travesía Oña -Yacuambi – Cantzama, dando lugar a la estructura de caseríos alrededor de Guadalupe tales como: Cantzama, Piuntza, Guaguayme Bajo, Guaguayme Alto y Panguintza, propiciándose el crecimiento geográfico y poblacional de dicho sector.
En septiembre de 1942 el inquieto misionero Felipe Cepeda cruza a pie y a canoa la región de Yacuambi; una de las miradas del misionero tiende al futuro carretero, sin éste las selvas permanecerán ocultas. En la ciudad de Loja empiezan a formarse profunda conciencia de estimar las tierras del Zamora, del Yacuambi del Nangaritza. Al final de la sexta década del siglo XX la carretera de Loja a Zamora deja de ser un sueño, pasó a la realidad, y siguió adelante, el ingeniero Iván Riofrío con sus máquinas llegó a las puertas del Gualaquiza, parajes que parecían misteriosos y envueltos en sombras se transforman en las fincas alegres del modesto agricultor. Desde la Saquea, unión de los ríos Yacuambi y Zamora, al centro Parroquial de Guadalupe hay 10 Kilómetros, gracias a Patricio Duque, se extiende el ramal, en 1966 el pito de los carros resuena en la plaza de Guadalupe, que contaba con unas casas en construcción, el pueblo está naciendo y sus señales son la esperanza de días mejores.
Y así los pobladores sintieron el incremento de sus actividades agrícolas y pecuaria, y por estar muy distante de la parroquia Cumbaratza a la cual pertenecían y al no ser favorecidos con una efectiva administración de las autoridades, se emprende la tarea de solicitar al municipio de ese entonces, la Parroquialización de Guadalupe; luego de muchos esfuerzos de los habitantes de ese entonces como: Porfirio Quezada, Segundo Quezada, Ramón Paz y el Cacique Taizha, entre otros; quienes no desmayaron en ver cristalizadas sus aspiraciones hasta que lograron la aprobación en la Presidencia del Consejo Cantonal del Dr. Alfredo Orozco y del Ministro de Gobierno y Municipalidades Dr. Benjamín Terán Varea. 
Esta parroquia se crea mediante ordenanza municipal del 27 de abril de 1967, aprobada por acuerdo Ministerial Nro. 175, sin fecha y publicada en el Registro Oficial Nro. 262 de fecha 28 de noviembre de 1967 (Pag. 22-66)Desde su fecha de Parroquialización esta tierra recibe a colonos venidos distintos lugares del país, con diferente origen, etnias cultura, ideología y colonos especialmente provenientes de la provincia del Azuay, además de Saraguros provenientes de Loja; en cuanto a los shuaras, habitan aquí una cuantía de familias que viven respetando sus profundas tradiciones culturales, en medio de un paisaje que ha variado mucho en flora y fauna.
. (Un extracto de la narración del Rvdo. Felipe Cepeda.)

## Principales atracciones turísticas
Playas de Kanzama
Centros de ranicultura
Cascada de San Antonio. 
Balnearios naturales de La Colorada y La Shorosa. 
Puente colgante de La Saquea. Se encuentra sobre el río Yacuambi, en el barrio del mismo nombre. Es famoso por ser el puente más llamativo de la provincia debido a su extraña arquitectura. 
Ruinas de la ciudad de perdida de Zamora de los Alcaides. 